# Marmota marmota
La marmota alpina (Marmota marmota) es una especie de roedor esciuromorfo de la familia Sciuridae. Es el roedor más grande de Eurasia y una de las dos especies de marmotas que se encuentran en este continente. Está emparentada con las ardillas, con las que comparten familia, pero su aspecto y costumbres difiere enormemente de las de estas.
Está difundida por los montes Tatras, Alpes, Macizo Central y Pirineos (donde fue reintroducida en 1948), entre los 800 y los 3200 metros de altitud. Aunque ésta es la especie que comúnmente se conoce como marmota, existen al menos 14 especies más, difundidas por las zonas montañosas del hemisferio norte clasificadas dentro del género Marmota y que incluyen esta palabra en su nombre común.

## Descripción
La marmota de los Alpes mide entre 50 y 58 centímetros de largo, a los que hay que añadir entre 13 y 16 centímetros de cola, bastante corta en comparación con otros roedores. El peso máximo registrado es de 8 kilos. No es por tanto el mayor roedor europeo sino el tercero tras el castor y el puercoespín. La cabeza y cuerpo son gruesos, con patas cortas y orejas pequeñas como adaptación al frío del hábitat en que viven. El pelaje es pardo grisáceo en el dorso, con el vientre amarillento y el extremo de la cola de color negro. La subespecie de los Montes Tatra se caracteriza por su menor tamaño y su pelaje de color más claro.
Su fórmula dental es la siguiente: 1/1, 0/0, 2/1, 3/3 = 22.

## Hábitos
Es de hábitos diurnos y pasa la mayor parte del día buscando comida o sentada en su característica posición. Se relaciona con facilidad con otros animales de su especie, estén emparentados entre sí o no, hasta el punto de formar colonias de centenares de ejemplares que tienen sus madrigueras en la misma zona. Estas madrigueras acogen a varios individuos, y pueden llegar a tener varios metros de profundidad. Así, las marmotas quedan aisladas por completo del frío que se apodera de la superficie durante el invierno,  que pasan en estado de hibernación La temperatura corporal se reduce entonces a entre 4'6 y 7'6 grados, la respiración a dos o tres veces por minuto y las pulsaciones a diez por minuto. Con el fin de acumular reservas para el invierno, las marmotas devoran grandes cantidades de hierbas (raíces incluidas) y desarrollan una gruesa capa de grasa subcutánea durante el otoño.

## Distribución
El registro fósil demuestra que las marmotas ampliaron enormemente su extensión durante los periodos en que las glaciaciones se abatían sobre el continente, desde Inglaterra y la Meseta Central castellana hasta Rusia. Ya entonces eran un aperitivo ocasional para los hombres primitivos, aunque su reducción a los montes Tatras y los Alpes debe adjudicarse exclusivamente a los cambios climáticos. No obstante, en tiempos recientes las marmotas fueron objeto de una caza exhaustiva debido a las supuestas propiedades medicinales de su grasa, que las llevó casi al borde de la extinción. En el siglo XIX se comenzaron a tomar medidas para evitar su desaparición, como la prohibición de la caza de marmotas en los Tatras en 1869. Durante el siglo XX se han llevado a cabo varias repoblaciones en Francia con éxito, hasta el punto de que las marmotas son ahora una especie en expansión en los Pirineos francés y español.

## Subespecies
Se reconocen dos subespecies de Marmota marmota.
- Marmota marmota marmota
- Marmota marmota latirostris

## Galería

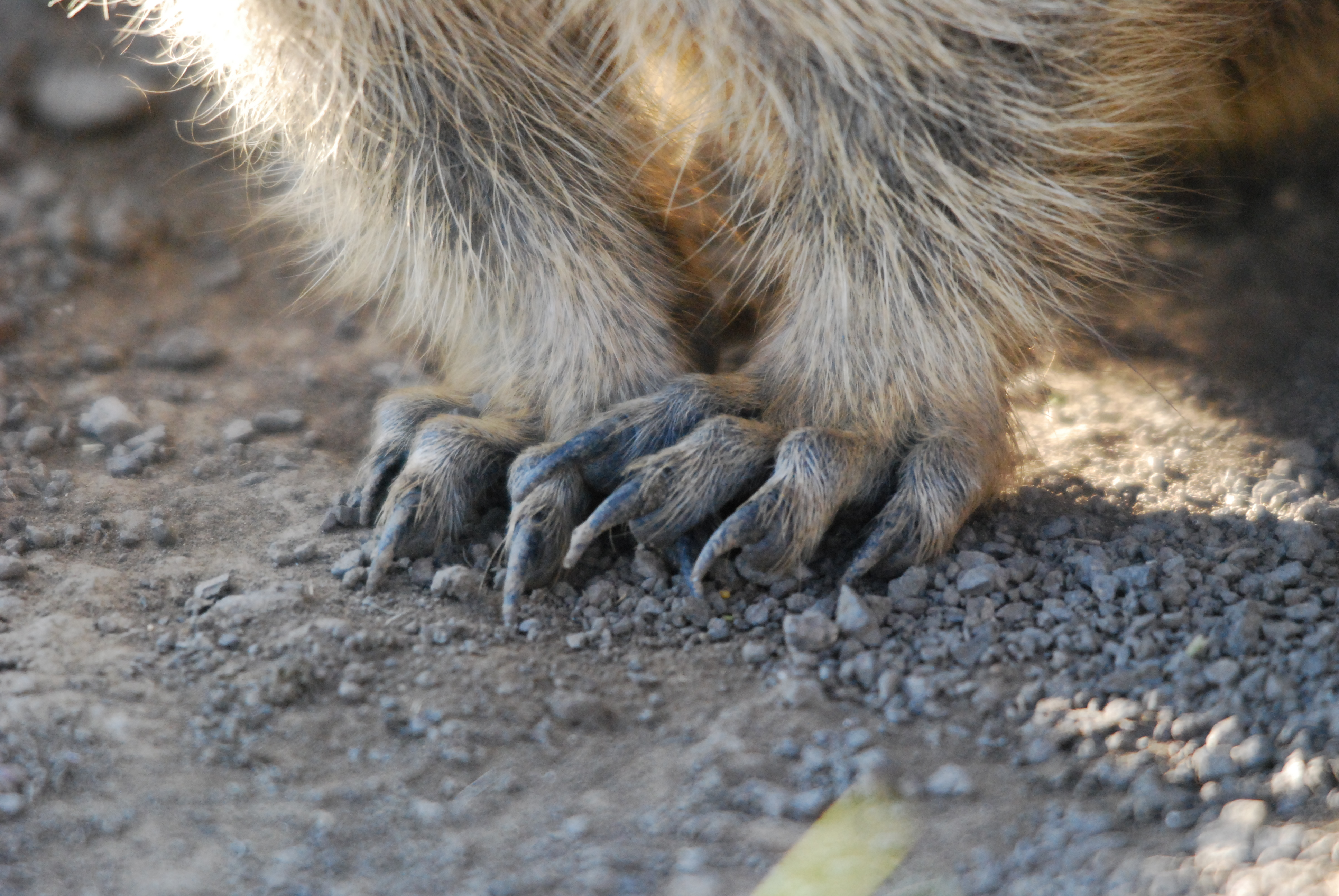
Dedos.
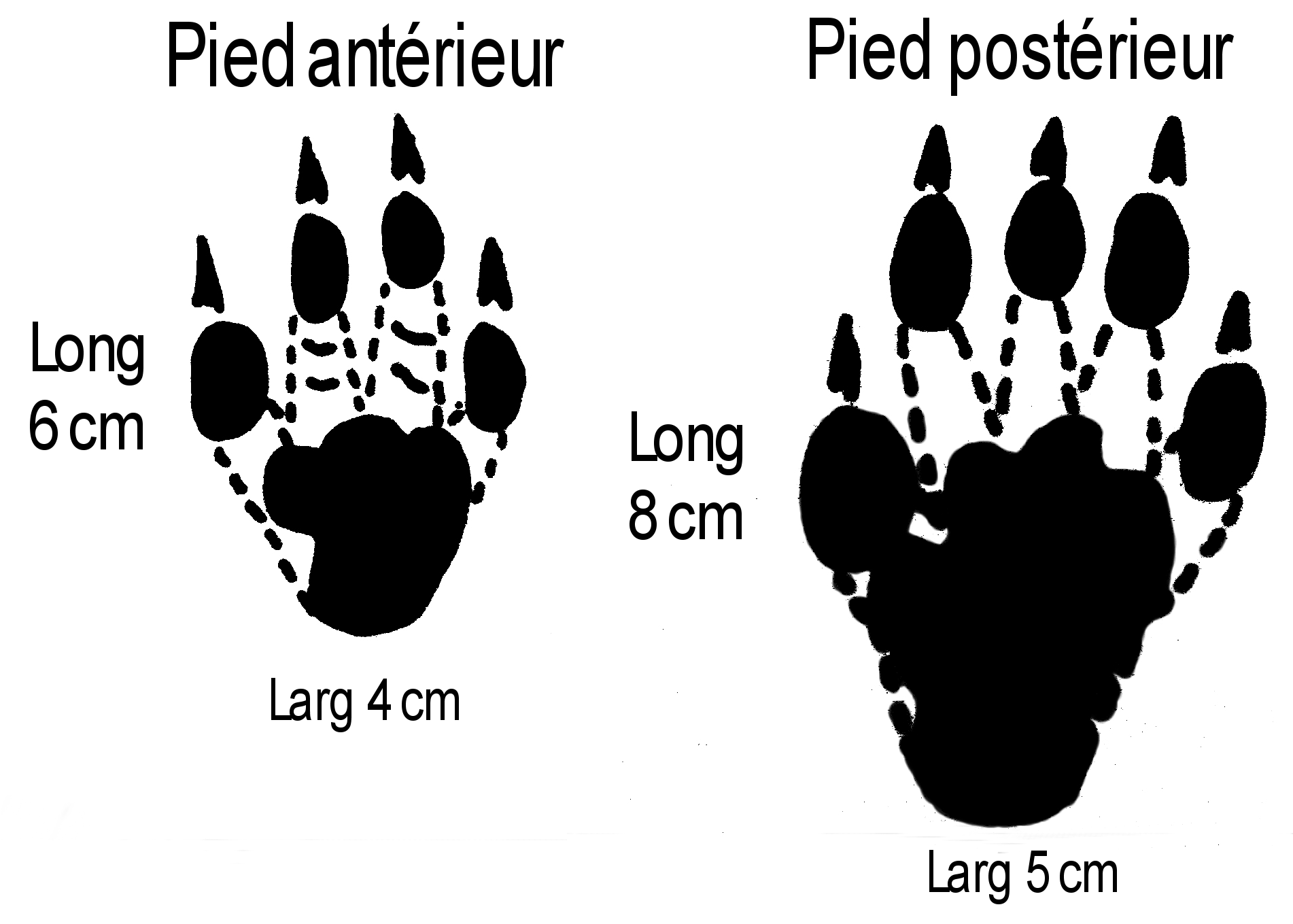
Huellas.
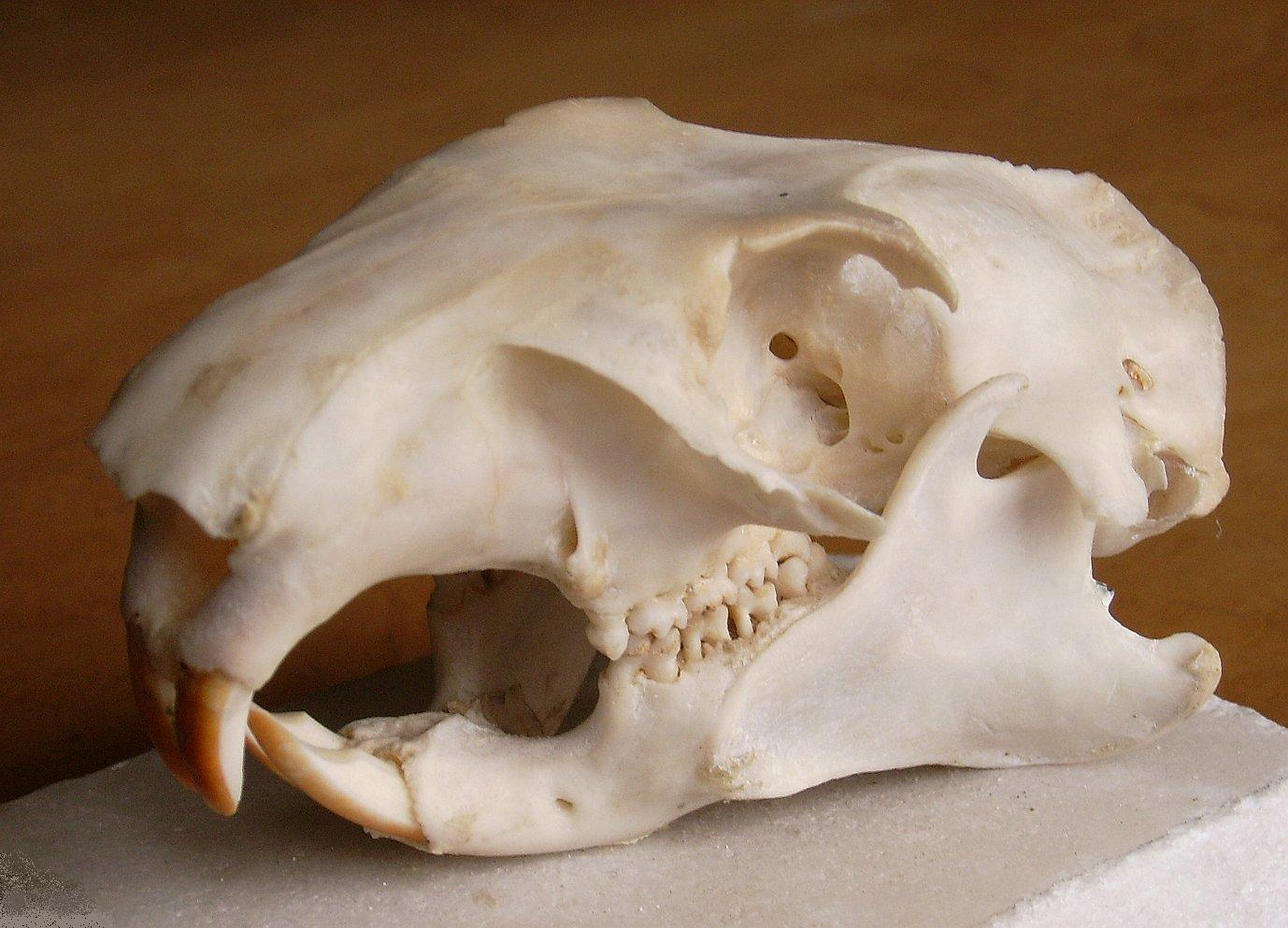
Cráneo.
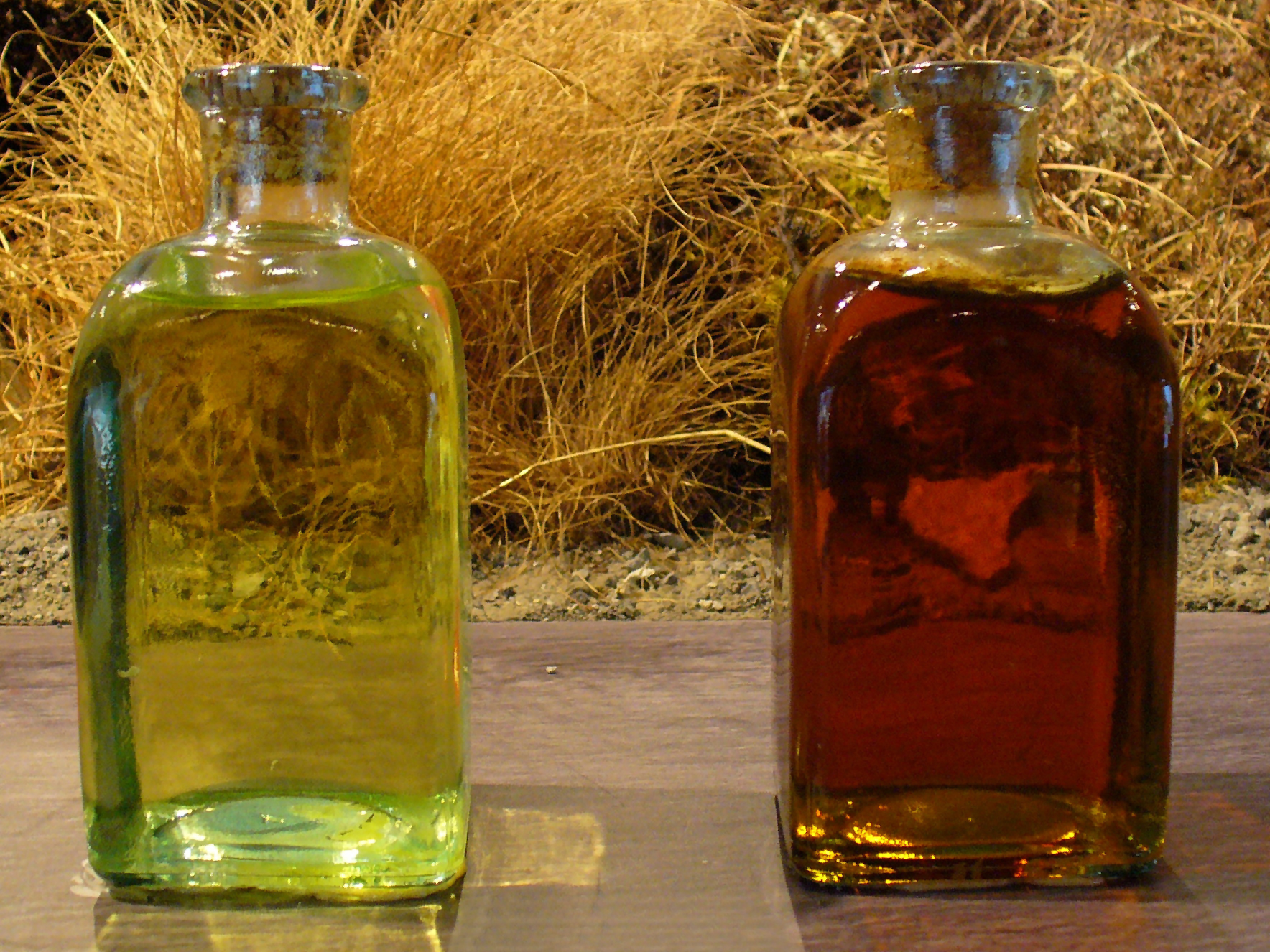
Grasa de marmota, que se empleaba como remedio homeopático porque se creía que contribuía a aliviar el reúma.
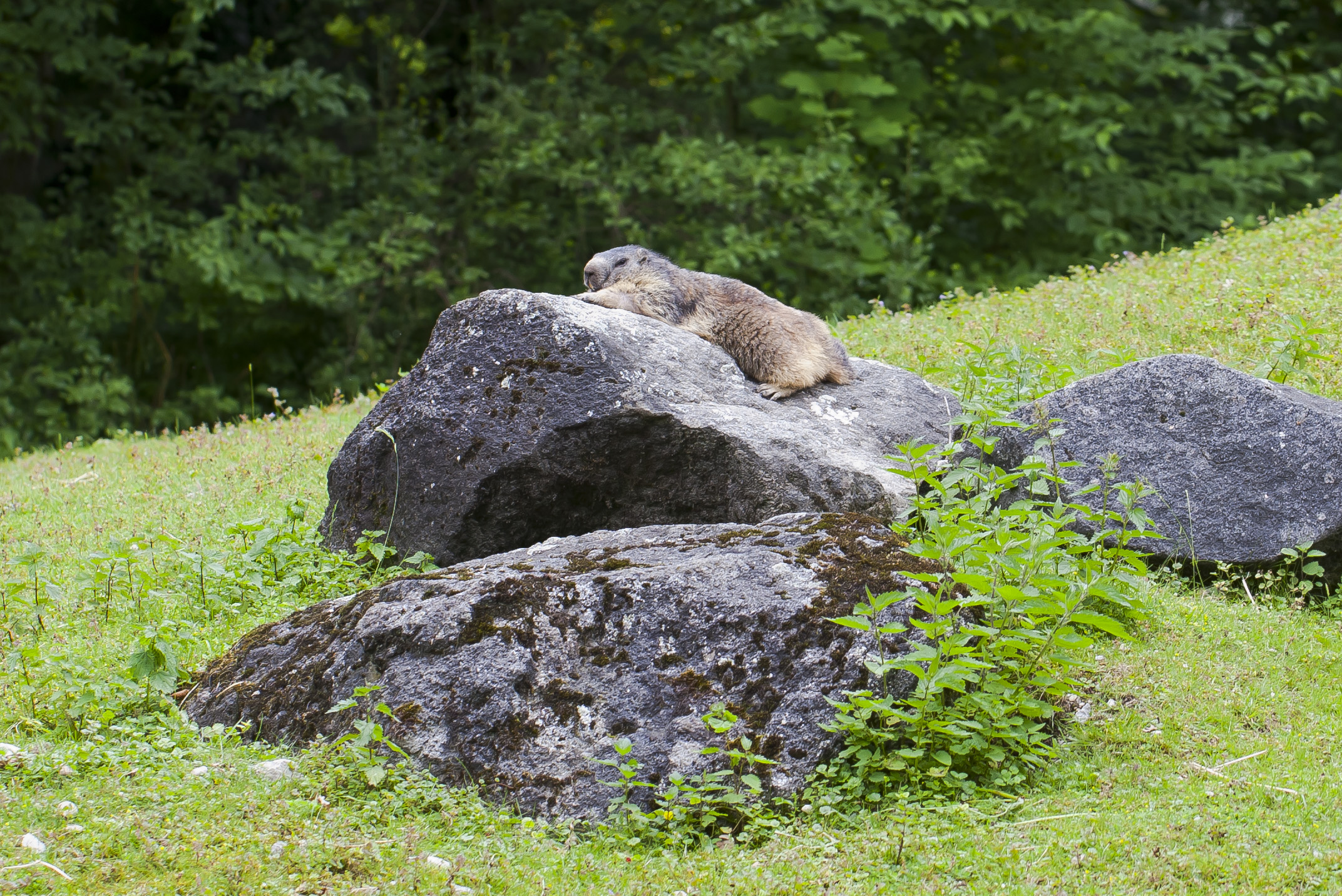
Ejemplar reposando sobre una piedra.